# Mantua (Cuba)
Mantua es un municipio en la provincia de Pinar del Río, al extremo occidental de Cuba.

## Datos
Mantua en Cuba probablemente toma su nombre de la ciudad italiana de Mantua, en Lombardía. En efecto unos marineros italianos naufragaron en frente de las costas más occidentales de Cuba en los primeros años del siglo XVII y sobrevivieron asentándose en donde ahora se levanta la ciudad.
La ciudad se encuentra a 30 metros sobre el nivel del mar, tiene una superficie de 9,15 km² y cuenta con un estimado de 23.974 habitantes en 2017, que le dan una densidad de 28,49 ab./km². Su santo patrón es "Nuestra Señora de las Nieves": es la única ciudad cubana con este Patrón, que es probable herencia de los primeros fundadores italianos.
Las mayores actividades de sus habitantes son la agropecuaria y comercial. Gran parte de la producción local de tabaco, el principal producto de los campos alrededor de la ciudad, es exportada.
El principal periódico local es Ecos de Mantua, fundado en 1946 (ha sido creada en 2007 una versión digital). Hay también algunas producciones culturales de nivel nacional.

## Núcleos de población

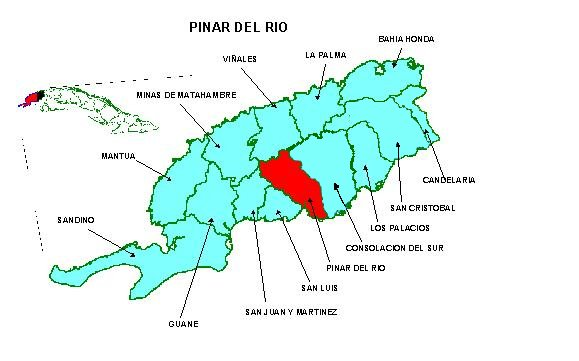
Ubicación de Mantua en la provincia de cubana de Pinar del Río

Actualmente el municipio está dividido en 9 Consejos Populares:
- El Ají.
- Montezuelo.
- Mantua.
- Pino Gordo.
- Los Arroyos.
- El Roble.
- La Ceja.
- Dimas.
- Macurije.

## Historia
Muy probablemente alrededor de 1605 unos marineros italianos náufragos fundaron -en el extremo occidental de Cuba- la ciudad de Mantua: estos primeros italianos eran originarios de las regiones de Génova y Venecia.

A través de generaciones se ha venido transmitiendo que el origen de Mantua está vinculado al desembarco, a principios del Siglo XVII, de un grupo de italianos por el surgidero de Los Arroyos, y su posterior peregrinación tierra adentro en busca de un asentamiento definitivo.Han trascendido el paso del tiempo dos versiones donde se recogen los hechos sin lujo de detalles, a veces, entretejiéndose indistintamente fragmentos de una y otra. La exégesis popular aduce como navegantes italianos confundidos con corsarios fueron perseguidos por buques de guerra ingleses en los bajos del Archipiélago de los Colorados y al verse copados, se internaron en la Ensenada de los Lazos, incendiaron sus bajeles en el fondeadero de los Arroyos y huyeron hacia el interior de la isla.Por otra parte, se sostiene que el bergantín Mantua, al mando del capitán Anatolli Fiorenzana (en realidad debió ser Antonello Fiorenzano), arremetió contra la muralla de arrecifes coralinos paralela a la costa norte cuando trataba de explorar la cayería o alcanzar el litoral y comenzó a hacer agua; ante la evidencia del naufragio, los marinos abandonaron el navío en botes de salvamento y desembarcaron en un lugar próximo a Punta del Río. Después de explorar la zona, el grupo de náufragos se encaminó al surgidero de Los Arroyos, descubierto por una de sus avanzadillas.Sobre los posteriores desplazamientos de los italianos en tierra firme, existen versiones divergentes. Una recoge que después de desembarcar se establecieron en el propio surgidero de los Arroyos y levantaron un caserío al cual llamaron Mantua; mientras en la otra se asevera que continuaron internándose en el territorio hasta llegar a las proximidades del Hato de Ábalos, a una aldea nombrada San Lázaro, unos 3 kilómetros más al oeste del lugar que actualmente ocupa Mantua.Según continúa describiendo la tradición oral; desde Los Arroyos o desde la aldea de San Lázaro, los náufragos o presuntos corsarios decidieron fundar un nuevo pueblo, ya fuera por buscar mejores tierras de labranza o por algún otro motivo y se trasladaron hacia una hondonada a orillas del río más caudaloso de la comarca, rodeada de sabanas, fértiles vegas y colinas cuajadas de pinos de un verdor inimaginable. En este lugar edificaron un villorrio al cual llamaron Mantua; bien por el nombre del bergantín, bien por proceder ellos de esa ciudad italiana.Y es que hasta nuestros días, la ausencia de testimonios documentales; pruebas que den fe de la veracidad de los hechos, así como la escasa documentación oficial de épocas tan remotas, ha convertido en una antigua leyenda lo que solo por la tradición oral de este pueblo puede considerarse una realidad: la fundación de la villa por navegantes procedentes de la península itálica que el azar trajo a estas tierras.

En 1866 la ciudad se convirtió en un "municipio", quedando parcialmente despoblada en tiempos de la independencia. Sucesivamente fue premiada con el "Monumento al soldado invasor" por su apoyo a los patriotas, mientras que la misma ciudad fue calificada como Monumento nacional de Cuba en 1978.
En 2008 Mantua en Cuba alcanzó fama internacional gracias al escritor Henrique Pertierra, que escribió el libro Mantua en Cuba, entre la Historia y la Leyenda.

## Participación en las luchas independentistas
El primer síntoma de rebeldía que recoge la historia mantuana, se remonta a la temprana fecha de 1848. El día 15 de junio y a pesar de la fuerte vigilancia impuesta por las fuerzas reales, mantuanos decididos por la cubania restregaron con excremento de res el escudo de armas reales colocado en la fachada del edificio ocupado por la administración de Mantua. El acto conmovió a las autoridades a tal punto que el propio Teniente Gobernador de Nueva Filipina se trasladó hasta Mantua para dirigir personalmente las acciones represivas.
Uno de los primeros ecos revolucionarios en vueltabajo fue el levantamiento organizado en 1868 por el Dr. Enrique Dámaso Rubio y Díaz que aunque sufrió un revés prematuro, sirvió para ir madurando el espíritu de rebeldía en este apartado lugar.
No cesaron las alarmas engendradas en Mantua por los destellos de la contienda emancipadora. En abril de 1869, en oficio reservado del Estado Mayor al comandante general de vueltabajo se anunciaba que una expedición organizada por insurgentes cubanos en las costas de la Florida había elegido el litoral de este territorio para el desembarco de revolucionarios y pertrechos. Aún el 18 de septiembre de ese año, el ayuntamiento local tomaba medidas al respecto.
El 5 de agosto de 1894, el joven Maximiliano Quintana Silva teniendo creadas las mínimas condiciones, planifica junto a un grupo de allegados tomar por asalto la cárcel del pueblo en una acción denominada “El Levantamiento de Ocuje”. El plan fue frustrado por un empleado doméstico, que enterado de los acontecimientos que se iban a producir, lo pone en conocimiento del padre de Maximiliano, un Español influyente de la época.
El 22 de enero de 1896 llega a Mantua la Columna Invasora, poniendo fin a la gloriosa Campaña de la Invasión. El propósito de llevar la antorcha libertaria hasta el final de occidente había llegado a su fin exitosamente. Detrás quedaban decenas de heroicas jornadas, de sacrificios, de afanes patrióticos y valor sin límites. Al frente de estos hombres un héroe de leyenda y bronce: Antonio Maceo Grajales, quien ante el asombro del mundo sostuvo enconados combates contra fuerzas superiores en hombres y armamentos, obteniendo brillantes triunfos.
En un lugar conocido como Mangos de Roque instaló Maceo su Estado Mayor. El 23 de enero, en el antiguo ayuntamiento, fue firmada el Acta Capitular por el fin de la Invasión. Luego se le ofreció un banquete en la casa de Simón Docal, regidor del ayuntamiento y un baile en el casino español. El día 24, en horas de la madrugada, se levanta el campamento y las tropas invasoras se retiran de Mantua. Marchan con Maceo 65 hijos del territorio que se incorporan a su tropa entre ellos Maximiliano Quintana Silva.
El 22 de febrero de 1896 y para evitar que cayera de nuevo en manos del ejército español, el pueblo es reducido a cenizas por las fuerzas mambisas. Los escuadrones de Ramón Lazo y José Estévez en cumplimiento de la orden librada por el coronel Antonio Varona, protagonizan el acontecimiento que más tarde pasará a formar parte importante de la historia de esta zona vueltabajera.
Regresaría Maceo nuevamente al territorio mantuano en septiembre de ese mismo año en espera de la expedición del general Juan Rius Rivera, que procedente de Estados Unidos arribaría a costas cubanas por el extremo occidental. Se desarrollaría la Segunda Campaña de Maceo en Mantua.
A finales de 1956, se crea una célula motriz del MR-26-7 en el territorio de Mantua. Unos meses después, a principios de 1957, hacen contacto con la dirección provincial del movimiento y se crean grupos de combatientes y colaboradores en varias zonas del municipio.

## Características
Es el cuarto en extensión en la provincia con una superficie de 908,86 km². Su área completa es de 914.65 km², de ellos 899.35 de tierra firme y 15.3 de cayos adyacentes a sus costas, lo que representa el 8.5 % del área total de la provincia.

## Población
La población estimada del municipio en 2017 era de 23 974 habitantes. La mayor parte de la superficie dedicada a pastos para la ganadería y recursos forestales representa el 93 % del área total del municipio.

## Relieve
El área de Mantua se caracteriza por un relieve variado, presentando las pizarras del Norte una vegetación de encinos (pinos), además de valles intra montañosos, cuchillas y grandes valles desde la zona rural Antúnez-Montezuelo hasta el municipio de Guane.
El tipo de rocas que forman el relieve de las colinas es calizas y al descender, la vegetación es muy tupida, destacándose los bosques de galería, que es aquella vegetación cercana a los ríos.
Flora
La flora del municipio es la típica de la región occidental, no obstante en el área protegida Los Pretiles, se encuentra la mayor concentración de las especies autóctonas.
Es un área con una extensión de 3,2 km de largo y de 300 a 500 m de ancho, ubicada al nordeste del municipio. Presenta tres formaciones vegetales: Las sabanas arenosas con pinos, el manglar y el bosque latí folio. Determinándose un total de 280 especies, de las cuales 82 son endémicas para un 29,2 % de endemismo total.
Fauna
Existe poco endemismo. Se pueden encontrar las mismas especies que habitan en la región Occidental, pero sí hay algunas particularidades en algunas de estas especies como es el caso de la paloma rabiche, el tomeguín del pinar, los totíes, las bijiritas en distintas especies, los gorriones y golondrinas, que se pueden localizar en bandadas abundantes en todo el territorio.

## Clima
Existe una notable diferencia de temperatura entre el invierno y el verano. En el invierno con la entrada de los frentes fríos, trae consigo una disminución notable y gradual de las temperaturas, alcanzando valores de hasta 9 °C, ocurriendo esporádicas precipitaciones. En el verano, las temperaturas son altas, resultando característico el incremento de las precipitaciones, relativamente abundantes, destacándose una clara definición entre el periodo de lluvia y sequía. La temperatura media anual es de 24,5 °C. Siendo agosto el más caluroso del año y febrero el más frío.
Los vientos predominantes durante el año son de región noroeste, con una velocidad media de 9,7 km/h.
El promedio de lluvias es de 1577 mm. Siendo junio el más lluvioso y mayo el menos lluvioso. La humedad relativa media anual, es de 81 %, la que alcanza valores extremos en los meses de septiembre y abril con 85 % y 76 % respectivamente.
Hidrografía
El municipio cuenta con el río más extenso de la vertiente norte de Pinar del Río, el Mantua. Este nace en la costa norte, en la zona nombrada “Mina Dora” y corre sin variar nunca su nombre un total de 66 km, primero de este a oeste y luego al llegar a Las Cruces de Ávalos, hacia el Noroeste hasta llegar al litoral. Once Arroyos considerables son afluentes del caudaloso Mantua. Le sigue en orden el Río Macurije con unos treinta km de extensión y que se conoce también como Jicotea o Limones.
Mantua posee una fuente hidrográfica conformada por un río, 73 arroyos, 3 micro presas, 256 estanques y 54 lagunas. El área de espejos de agua en micro presas y estanques es de 344.3 ha. El potencial hídrico subterráneo se calcula en unos 6.2 millones de m³ de agua.

## Desarrollo económico
La base económica principal es la agricultura, la cría de ganado mayor y la explotación de vastos recursos forestales, El 51,7 % de suelos constituye el fondo agrícola, el 48 % el forestal –disperso entre ciénagas costeras y zonas montañosas y sólo el 0,30 % las áreas urbanas. En la agricultura el lugar cimero lo ocupa el cultivo del tabaco, la producción del arroz; en la actualidad se dedican a la siembra de esa planta (tabaco) aromática alrededor de 240 caballerías de tierra, mientras que para la cría de ganado vacuno están asignadas casi 2 000 caballerías. El municipio exporta tabaco, productos del mar y en menor cantidad resina de pino y madera. Aunque es una potencia en cuanto a la parte forestal.